# Timothy Bavin
Timothy John Bavin (* 17. September 1935 in Northwood, London) ist ein britischer anglikanischer Theologe. Er war von 1974 bis 1985 Bischof von Johannesburg und von 1985 bis 1995 Bischof von Portsmouth in der Church of England.
Bavin wurde als Sohn von Lieutenant Colonel Ernest Sydney Durrance Bavin und dessen Ehefrau Marjorie Gwendoline Bavin, geb. Dew, geboren. Sein Vater diente im Royal Army Service Corps (RASC). Bavin besuchte die St George’s School, Windsor Castle in Windsor in der Nähe von London und das Brighton College (1949–1954).
Er studierte am Worcester College der Universität Oxford. Dort schloss er 1959 mit einem Bachelor of Arts und 1961 mit einem Master of Arts (Master of Arts Oxbridge and Dublin, MA Oxon) im Fach „Literae Humaniores“ (Griechische und Römische Geschichte, Latein, Griechische Philosophie) ab. Seinen Wehrdienst leistete im Regiment seines Vaters ab. Von 1958 bis 1959 diente Bavin als Lieutenant im Royal Army Service Corps. 1958 wurde er zum Kommando-Offizier (Commissioned Officer) befördert und war als Zugführer (Platoon Officer) in Aden stationiert.
Zur Vorbereitung auf sein Priesteramt besuchte er das Ripon Theological College in Cuddesdon in der Nähe von Oxford. 1961 wurde er zum Diakon geweiht; 1962 folgte die Priesterweihe. Seine Priesterlaufbahn begann er von 1961 bis 1964 als Hilfsgeistlicher (Assistant Priest) an der St Alban’s Cathedral in Pretoria in Südafrika. Von 1964 bis 1969 war er Kaplan (Chaplain) am St. Alban’s College in Pretoria. 1969 kehrte er nach Großbritannien zurück. Von 1969 bis 1971 war er Hilfsvikar (Assistant Curate) in Uckfield in der Grafschaft Sussex mit Zuständigkeit für die Kirchengemeinde in Little Horsted. Von 1971 bis 1973 war er Pfarrer (Vicar) an der Church of the Good Shepherd in Brighton.
1973 ging Bavin erneut nach Südafrika. Er war von 1973 bis 1974 Dekan und Pfarrer (Rector) an der Cathedral of St. Mary the Virgin in Johannesburg sowie Archidiakon (Archdeacon) der Diözese Johannesburg. 1974 wurde er zum Bischof geweiht. Er war von 1974 bis 1985 Bischof von Johannesburg; sein Nachfolger wurde 1985 Desmond Tutu. 1985 wurde er, als Nachfolger von Ronald Gordon, Bischof von Portsmouth in der Church of England. Bavin war ein entschiedener Gegner der Frauenordination in der Church of England. Nachdem die Generalsynode der Church of England im Jahre 1992 die Frauenordination zugelassen hatte, gab es Spekulationen, Bavin werde entweder zum Katholizismus konvertieren oder in seiner Diözese keine Frauen als Priester zulassen. Im Januar 1995 erklärte Bavin jedoch, dass er seine Position noch einmal überdacht habe: die Frauenordination könne, wie in der Church of England, auch der römisch-katholischen Kirche positive Impulse geben.
Bavin gehörte in seiner Zeit als Bischof von Portsmouth zu den wenigen unverheirateten Kirchenführern in der Church of England; dies wurde von Vertretern der Lesben- und Schwulenbewegung und militanten Pressure Groups immer wieder öffentlich betont. Im November 1994 wurde Bavin von dem britischen Menschenrechtsaktivisten Peter Tatchell als homosexuell geoutet. 1995 ging er in den Ruhestand. Sein Nachfolger als Bischof von Portsmouth wurde Kenneth Stevenson.
Nach seinem Ausscheiden als Bischof trat Bavin als Mönch in das Benediktinerkloster der  Alton Abbey in Beech, in der Nähe von Alton in der Grafschaft Hampshire ein. Bavin erklärte, seine Entscheidung für ein Klosterleben habe nichts mit seinem Outing zu tun. Er habe in seinem Ruhestand ursprünglich nach Südafrika zurückkehren wollen, habe dann jedoch die Berufung für ein Klosterleben in sich gefühlt. Im September 1995 trat er als Postulant in die Ordensgemeinschaft ein. Mittlerweile ist er dort Oblate. 1996 wurde er zum Ehrenamtlichen Hilfsbischof (Honorary Assistant Bishop) in der Diözese von Winchester ernannt. Seit 2012 ist er Ehrenamtlicher Hilfsbischof (Honorary Assistant Bishop) in der Diözese von Portsmouth.
1987 wurde Bavin Mitglied der anglikanischen Ordensgemeinschaft Oratory of the Good Shepherd. Er ist Honorary Fellow der Royal School of Church Music. Zu seinen Hobbys zählen Musik, Theater, Gartenarbeit und Spazierengehen.

## Mitgliedschaft im House of Lords
Bavin gehörte in seiner Eigenschaft als Bischof von Portsmouth von November 1989 bis zu seinem Ruhestand 1995 als Bischof von Portsmouth als Geistlicher Lord dem House of Lords offiziell an.